# 石台县
石台县，古稱石埭县是中华人民共和国安徽省池州市下辖的一个县。石台县位于安徽省南部，秋浦河中上游。縣人民政府駐仁里镇曙光西路10号。区域总面积为1,403平方公里，2020年户籍人口约10.7万人。石台县原名石埭县，1959年撤销。1965年恢复建制，更名为石台县至今。石台以旅游立县，旅游业是其支柱产业，是安徽省“两山一湖”旅游经济圈的重要组成部分，被誉为“中国原生态最美山乡”。

## 词源
今石台县境在历史上最早见于历史记载的名字为“陵阳”:9“石城”:282-283。“陵阳”即为西汉元封二年（前109年）设立的陵阳县，后更名为广阳县，今石台县境东部属于其管辖范围，县治广阳，现已淹没于黄山市黄山区太平湖（原名陈村水库）中。:282-283“石城”即为元封二年（前109年）设立的石城县，今石台县境西部属于其管辖范围。:74-76:282-283而“石台”地名来源于原石城县境内秋浦河上游的自然景观，被称为“石埭”，石埭县因而得名。1959年3月，撤销石埭县建制；1965年7月，恢复石埭县建制。因“埭”字“生僻难认”，且在当地方言中与“台”同音，故更名为“石台”至今。:282-283

## 历史

### 上古及先秦时期
上古时期，石台属百越。直到春秋末年，石台县东部属吴，其余仍属百越。周元王四年（前473年），越王句践灭吴，石台东部纳入越国版图，其余仍属名义上臣服于楚国的百越部落。:248周赧王九年（公元前306年），楚国大破越军，击杀越王無彊，在吴地设立江东郡，石台属之。秦王政二十四年（前223年），秦灭楚，石台属九江郡。:48-49

### 秦至唐时期
西汉元封二年（前109年），析出泾县西部、南陵县西部设立陵阳县、石城县，属扬州丹阳郡。:9东汉建武二年（26年）正月，陵阳县改设陵阳国（侯国）；建初四年（79年），恢复陵阳县。而建武三十年（54年），石城县改设石城国（侯国）；永平十四年（71年），恢复石城县。东汉末兴平二年（195年），今石台县境被孙策占领，三国隶属孙吴。:282-283赤乌年间（约240年左右），孙吴君主孙权派遣石城侯韩当征服石台县境山越，设立石埭场，并抢夺山越冶炼工场。:282-283西晋太康三年（282年），今石台县境属泾县、陵阳、宣城三县之地。
梁大同二年（536年），石城县析出部分设立石埭县，治故石埭场，属南豫州宣城郡。陈太建五年（573年），石埭县改属宣州宣城郡。隋开皇九年（589年），因隋军南下平陈，撤销石埭县，并入泾县、南陵县。十九年（599年），今石台县境隶属秋浦（今池州市贵池区殷汇镇）、泾县、南陵三县。
隋末，今石台县境处于杜伏威农民起义军的控制之下。唐武德三年（620年）六月，杜伏威农民起义军向唐军投降，县境属宣州总管府南徐州南阳县（今青阳县陵阳镇）、泾县及宣州南陵县。次年，今县境为猷州南阳、泾县及池州秋浦县地。贞观元年（627年），废除池州，今县境属江南道宣州泾县和秋浦县。天宝元年（742年），置青阳县，今石台县境为属宣城郡泾县、青阳、秋浦三县。:14-16永泰二年（766年），析泾县、秋浦、青阳三县的一部分重新设立石埭县，属江南西道池州。:526

### 五代十国、宋元明清时期
五代十国时期，石埭县先后隶属杨吴、南唐，两宋时期属江南东道池州。:14-16南宋时期石埭县治一度迁至今石台县人民政府驻地，但不久迁回:14-16元至元十三年（1276年），池州被元军占领，石埭县改属江淮等处行中书省所辖的池州。:526次年，池州升格为池州路，石埭属之。:526至正十六年（1356年）十一月，陈友谅占领池州，石埭县属之。韩宋农民政权龙凤三年（1357年）十月，属下朱元璋占领池州，改属江南行省，五年（1359年）四月，再次占领池州路。1361年，朱元璋改池州路为九华府，不久改为华阳府，进改为池州府，今石台县境均属之。韩林儿死后，朱元璋改次年（1367年）为吴元年，吴二年（1368年）改元洪武，建立明朝。石埭县属明江南行省池州府。:526大清顺治二年（1645年）五月十六日，清军占领江南各地，石埭县改属江南省池州府。:282-283太平天国运动爆发后，太平军于咸丰四年正月（1854年2月）攻克石埭县，改属安徽省池州郡。但太平军对石埭县的控制力度不强，经常与清军展开拉锯战，直到太平天国于1864年灭亡之后，战事结束。

### 中华民国时期
民国元年（1912年）1月，全国裁县留府，石埭县隶属安徽省。民国3年（1914年）6月2日，石埭县改属安徽省芜湖道。民国16年（1927年）3月3日，北伐军占领石埭县。当年7月15日后，因宁汉合流，改属安徽省国民政府芜湖道，次年8月正式改为安徽省直辖。民国21年（1932年）10月10日，改属安徽省第八行政督察区。
1937年卢沟桥事变后，日军大举入侵长江流域。民国27年（1938年）11月至12月，日军派航空队轰炸石埭县政府驻地广阳镇，造成严重伤亡，:14-1629年（1940年）4月15日再次轰炸，摧毁部分民房。年底，县政府迁往柳村。32年（1943年），石埭县政府又迁往七都。33年（1944年）至34年（1945年），日军零星进犯县境，随即被当地中国军民击败，全县依旧未被日军侵占。:14-161945年9月，全县人民举行重大庆典，庆祝抗日战争胜利。:16
35年（1946年）1月，石埭县政府回驻广阳镇，属安徽省第八行政督察区，:1637年（1948年）12月4日，第八行政督察区改隶安徽省皖南行署。:16自当年底开始，石埭县政府对大部分地区失去实际控制，境内中国共产党游击队控制的革命根据地已和贵池等县的根据地相连。:16民国38年（1949年）2月，皖南行署并入安徽省政府。当年4月20日晚，中国人民解放军发动渡江战役，21日占领安徽南部沿江各县。迫于形势，4月23日晚，石埭县政府县长冯启元带领当地警察及党政人员240人向中国人民解放军投诚。:15:329翌日清晨，中国人民解放军第二野战军第三兵团进入县城，标志着中华民国政府在石台的统治结束。:15:3294月26日，中国人民解放军成立石埭县军事管制委员会，负责县城治安。:15:329

### 中华人民共和国时期
1949年5月1日，石埭县人民政府成立。7日，改属皖南人民行政公署。:46:3013日，池州专区成立，石埭县改属皖南人民行政公署池州专区。1952年3月28日，石埭县改属皖南人民行政公署徽州专区。8月7日，经中央人民政府政务院批准，徽州专区改属安徽省。1956年1月12日，石埭县改属安徽省芜湖专区。1959年1月1日，因兴建陈村水库需要，石埭县人民政府与太平县人民政府合署办公。3月22日，石埭县撤销建制，分属太平县、祁门县。:46:30
1965年7月19日，为开发皖南山区，国务院第157次会议批准，以贵池县西南部分公社和原属石埭故地的太平县、祁门县部分公社设立石台县，属池州专区。:84县人民政府驻七里街（今仁里镇）。1980年1月29日，经国务院令1号批准，因池州地区撤销，石台县改属徽州地区。1980年代中期，由于石台县发展工业制约增多，石台县遂制定“发展特色工业”的工业发展方针，侧重发展农林产品加工业、利用外贸出口工业产品；同时以蓬莱仙洞为出发点，开发旅游资源。:5271987年11月27日，经国务院令30号（国函〔1987〕185号）批准，因徽州地区撤销改设地级黄山市，石台县改属安庆地区。1988年8月17日，经国务院令24号（国函〔1988〕105号）批准，石台县第三次划归池州地区行政公署。2000年6月25日，经国务院令35号（国函〔2000〕85号）批准，池州撤地设市，石台县隶属池州市至今。
进入21世纪以来，石台县将”旅游兴县“作为县域经济发展的首要战略，并持续增加资金投入，旅游业已成为石台县经济的主要支柱产业，国内外游客数量和旅游总收入逐年增长。2007年7月，县人大常委会决定将石楠树和兰花作为石台县的象征物。:412010年4月，英、法、美、德等30国驻华大使赴石台游览，联合授予石台为“最值得驻华大使馆向世界推荐的‘中国原生态最美山乡’”。2011年，中华人民共和国国务院将石台县列入国家扶贫开发工作重点县名单。当地政府将脱贫攻坚、改善人民生活作为首要任务，最终于2020年4月退出贫困县序列，全县35个贫困村、22677名贫困人口脱离贫困。

## 地理

### 地理位置
石台县位于安徽省南部。全县介于北纬29度59分至30度24分，东经117度2分至117度59分之间。县境东西长约70.7公里，南北宽约46.0公里。全县国土面积自1983年12月后即如现状，约为1,403平方公里，占安徽省总面积的1%。该县东与黄山市黄山区交界，南与黄山市黟县、祁门县相连，西与池州市东至县接壤，北与池州贵池区、青阳县为邻。县城东南距黄山市区160千米，西北至池州市区99千米，北至安徽省省会合肥市253千米。

### 地形
石台县在大地构造上位于江南古陆和南京拗陷的过渡区域。全县山峦起伏，沟壑纵横，低山、丘陵面积占全县82%。县境东南部为黄山山脉的北端，西北部是九华山脉的南端，南北地势较高、东西地势较低。全境最高峰为牯牛峰，海拔1728米。最低点为小河镇东庄村的黄湓河河床，海拔34米。:63-65
此外，石台县的地质条件非常适合岩溶地貌的发育。主要是分布在奥陶系下统的灰岩、白云质灰岩和白云岩地区。这些地区的地表呈现出溶隙、溶沟、沟槽等岩溶地貌特征。同时，地下也有许多大型溶洞和地下河等岩溶景观。上述溶洞主要是顺层发育的，受到断层的控制。溶洞的高度大致可以分为三个层次，分别位于海拔100-250米、300-350米和450-500米左右。大型溶洞主要分布在海拔100米左右的地方。据不完全统计，石台县内共有109个大小溶洞，其中47个有名称。:43-48

### 水文
石台县境内的水域以天然河流为主，并以地表水、地下水的形式分布在全境。:43-48石台县河流分属长江流域的秋浦、清溪、黄湓三大水系。其中秋浦河水系为本县最大的水系，在本县内流程为46千米，流域面积881.6平方公里。:43-48秋浦河源头有两处，其一发源于仙寓山，与牯牛降、南坑、竹溪的溪流汇合，称公信河，于双河口汇入秋浦河；其二由祁门大洪岭进入本县境内，与琏溪、管溪汇合，称鸿陵河，过横渡镇钓鱼台村始称秋浦河，于矶滩乡桥湾流入贵池，最终从池口入江。:43-48
清溪河为舒溪河之上游，从黟县美溪乡东北流入本县，从七都镇东坑口流入太平湖出境，出太平湖后始称青弋江，从芜湖入江。本县内流程14.6公里，总流域面积275.4平方公里。:43-48黄湓河上游称为后河，位于本县小河镇境内，在县内流程全长22公里，向西从莘田入东至县境，自东至县双河口后始称黄湓河，最终于贵池东至交界的黄湓闸注入长江。:43-48

### 气候
石台县属于副热带季风气候区，具有充足的光照和雨量充沛的特点。县内四季分明，冬季和夏季较长，而春季和秋季较短。受太平洋暖空气和北方冷空气的交替影响，石台县的气候表现出明显的山地气候特征。近地面风向复杂多变，平均风速较小，岩石、坡地和谷地的温差较大，夏季白天炎热而夜晚凉爽，地势影响下的降雨较平原地区多，雷阵雨较为常见。:43-48风向具有明显季节性，夏季多南风，冬季多西北风。:66-67

石台县年平均气温在15.9°C至17.7°C之间。其中极端最高气温为42.4℃（2003年8月2日），极端最低气温为-12.4℃（1991年12月29日）。年平均降水量为1626.4毫米。:66-67
| 石台(1981−2010)      | 石台(1981−2010) | 石台(1981−2010) | 石台(1981−2010) | 石台(1981−2010) | 石台(1981−2010) | 石台(1981−2010) | 石台(1981−2010) | 石台(1981−2010) | 石台(1981−2010) | 石台(1981−2010) | 石台(1981−2010) | 石台(1981−2010) | 石台(1981−2010) |
| 月份                 | 1月             | 2月             | 3月             | 4月             | 5月             | 6月             | 7月             | 8月             | 9月             | 10月            | 11月            | 12月            | 全年            |
| -------------------- | --------------- | --------------- | --------------- | --------------- | --------------- | --------------- | --------------- | --------------- | --------------- | --------------- | --------------- | --------------- | --------------- |
| 平均高温 °C（°F）    | 9.7 (49.5)      | 12.1 (53.8)     | 16.4 (61.5)     | 22.9 (73.2)     | 27.8 (82.0)     | 30.4 (86.7)     | 34.0 (93.2)     | 33.3 (91.9)     | 29.4 (84.9)     | 24.4 (75.9)     | 18.4 (65.1)     | 12.7 (54.9)     | 22.6 (72.7)     |
| 日均气温 °C（°F）    | 4.1 (39.4)      | 6.5 (43.7)      | 10.5 (50.9)     | 16.5 (61.7)     | 21.4 (70.5)     | 24.9 (76.8)     | 28.3 (82.9)     | 27.4 (81.3)     | 23.4 (74.1)     | 17.7 (63.9)     | 11.4 (52.5)     | 5.8 (42.4)      | 16.5 (61.7)     |
| 平均低温 °C（°F）    | 0.5 (32.9)      | 2.8 (37.0)      | 6.4 (43.5)      | 12.0 (53.6)     | 16.9 (62.4)     | 21.1 (70.0)     | 24.3 (75.7)     | 23.7 (74.7)     | 19.7 (67.5)     | 13.6 (56.5)     | 7.1 (44.8)      | 1.5 (34.7)      | 12.5 (54.4)     |
| 平均降水量 mm（）    | 74.7 (2.94)     | 84.9 (3.34)     | 143.8 (5.66)    | 169.3 (6.67)    | 193.5 (7.62)    | 280.7 (11.05)   | 250.5 (9.86)    | 169.2 (6.66)    | 93.0 (3.66)     | 76.9 (3.03)     | 67.9 (2.67)     | 42.5 (1.67)     | 1,646.9 (64.83) |
| 平均相對濕度（％）   | 77              | 76              | 76              | 77              | 77              | 80              | 78              | 80              | 80              | 78              | 78              | 75              | 78              |
| 来源：中国气象数据网 |                 |                 |                 |                 |                 |                 |                 |                 |                 |                 |                 |                 |                 |

### 自然资源
石台县境内土壤、天然水中富含硒元素。石台县盛产茶叶，为安徽省重要的茶叶生产基地。当地盛产的石台富硒茶为中国地理标志产品。

## 政治

### 现任领导
| 机构     | · 中国共产党 · 石台县委员会 · 书记 | 石台县人民代表大会 常务委员会 主任 | 石台县人民政府 县长 | · 中国人民政治协商会议 · 石台县委员会 · 主席 |
| -------- | ---------------------------------- | ---------------------------------- | ------------------- | -------------------------------------------- |
| 姓名     | 靳武                               | 施道良                             | 张勇                | 戈卫民                                       |
| 民族     | 汉族                               | 汉族                               | 汉族                | 汉族                                         |
| 籍贯     | 安徽定远                           | 安徽石台                           | 湖北洪湖            | 江苏泗阳                                     |
| 出生日期 | 1971年10月（53歲）                 | 1965年1月（60歲）                  | 1980年10月（44歲）  | 1965年10月（59歲）                           |
| 就任日期 | 2022年7月                          | 2022年1月                          | 2022年8月           | 2017年5月                                    |

### 行政区划
石台县现辖6个镇、2个乡：
仁里镇、七都镇、仙寓镇、丁香镇、小河镇、横渡镇、大演乡、矶滩乡和石台大渡口开发区。
| 石台县行政区划（2023年）                  |                |            |            | |
| 行政隶属：安徽省池州市 县政府驻地：仁里镇 |                |            |            | |
| 乡镇                                      | 统计用区划代码 | 村委会个数 | 居委会个数 | 下辖村/居委会 |
| 仁里镇                                    | 341722100000   | 9          | 6          | 居民委员会：马村居委会、新街居委会、和平居委会、城东居委会、金钱山居委会、七里居委会 村民委员会：三增村委会、杏溪村委会、东山村委会、永丰村委会、同心村委会、缘溪村委会、贡溪村委会、高宝村委会、杜村村委会 |
| 七都镇                                    | 341722101000   | 15         |            | 村民委员会：七都村委会、黄河村委会、三甲村委会、毛坦村委会、毕家村委会、河口村委会、新棚村委会、启田村委会、芳村村委会、六都村委会、高路亭村委会、银堤村委会、七井村委会、八棚村委会、伍村村委会            |
| 仙寓镇                                    | 341722102000   | 12         |            | 村民委员会：南源村委会、占坡村委会、碧潭村委会、利源村委会、莲花村委会、奇峰村委会、山溪村委会、珂田村委会、大山村委会、源头村委会、考坑村委会、竹溪村委会                                                  |
| 丁香镇                                    | 341722103000   | 9          |            | 村民委员会：丁香村委会、库山村委会、梓桐村委会、石泉村委会、华桥村委会、新中村委会、林茶村委会、西柏村委会、红桃村委会                                                                                      |
| 小河镇                                    | 341722104000   | 13         |            | 村民委员会：龙山村委会、梓丰村委会、栗阳村委会、安元村委会、红石村委会、郑村村委会、尧田村委会、樟村村委会、狮山村委会、九步村委会、来田村委会、东庄村委会、莘田村委会                                      |
| 横渡镇                                    | 341722105000   | 7          |            | 村民委员会：横渡村委会、历坝村委会、香口村委会、河西村委会、兰关村委会、琏溪村委会、鸿陵村委会 |
| 大演乡                                    | 341722200000   | 7          |            | 村民委员会：永福村委会、剡溪村委会、新农村委会、新联村委会、新火村委会、青联村委会、新唐村委会 |
| 矶滩乡                                    | 341722201000   | 6          |            | 村民委员会：矶滩村委会、高乐村委会、洪墩村委会、塔坑村委会、沟汀村委会、太胜村委会 |
| 池州经济技术开发区石台工业园区            | 341722204000   | 不適用     | 不適用     | 虚拟社区 |

### 县以下行政区划沿革
原石埭县建县以来，县境地域几经变化，分属不一，县治几度易址。:48-49中华人民共和国成立初期，石埭县划分沙堘、美溪、龙岩、南屏共4个县辖区，下辖54个行政村。1956年撤区并乡后县内行政区划调整为1镇9乡。1959年3月，石埭县撤销，除安凌乡（今祁门县安凌镇）划属祁门县外，其余地区划归太平县（今属黄山市黄山区）。:48-49
1965年7月，石台县人民政府成立后，下辖原属于贵池县的七里、矶滩、丁香、小河、莘田、大演、占大、珂田8个公社和太平县的六都、七都、河口、兰关、七井、贡溪、横渡、香口8个公社。:84:98-100同年12月7日，太平县广阳公社（今属黄山区太平湖镇）划归本县。1969年4月7日，撤销香口公社，所属香口大队划入横渡公社；掘珠大队划入七里公社。:98-1001972年12月，析出七里公社一部分设立城关镇。:98-100
1980年石台县下辖16个人民公社、1个镇及133个生产大队、836个生产队。1983年3至9月，石台县进行农村体制改革，废除人民公社制度，恢复乡镇人民政府，全县设16乡、1镇。县人民政府驻城关镇人民路。:98-100:48-4912月1日，经中华人民共和国国务院国函83〔254〕号文件批准，徽州地区撤销太平县，设立县级黄山市，原石台县广阳乡划归黄山市管辖，次年1月27日正式实行。:48-49:48-49:2236-22371985年4月，经徽州地区行政公署批准，丁香、小河、占大、七都4个乡改为乡级镇，此时石台县辖5镇、11乡，127村民委员会、3居民委员会。
1987年4月，撤销城关镇、七里乡，设立七里镇，镇政府仍驻县城人民路原城关镇人民政府驻地。:48-49:2236-2237此后至2001年8月，该县辖5个镇，即七里镇、七都镇、丁香镇、占大镇、小河镇；10个乡，即横渡乡、六都乡、河口乡、兰关乡、珂田乡、莘田乡、大演乡、矶滩乡、贡溪乡、七井乡。:48-49:2236-2237
2001年8月17日，经池州市人民政府批准，石台县撤销河口乡，并入七都镇；撤销横渡乡、兰关乡，合并设立横渡镇。:48-49:2236-2237区划调整后，石台县辖6镇，即七里镇、七都镇、占大镇、丁香镇、小河镇、横渡镇；7个乡，即六都乡、七井镇、珂田镇、大演乡、贡溪乡、矶滩乡、莘田乡；下辖9个居委会、127个村委会。:48-49:2236-2237
2007年2月5日，经安徽省人民政府批准，石台县调整行政区划，全县行政区划从此保持6个镇、2个乡的格局：:48-49:2236-2237
- 将七里镇和贡溪乡整建制合并，新设仁里镇。仁里镇行政区域为原七里镇、贡溪乡行政区域，镇政府驻原七里镇人民政府驻地城南居委会。
- 将占大镇、珂田乡整建制合并，新设仙寓镇。仙寓镇行政区域为原占大镇、珂田乡行政区域，镇政府驻原占大镇人民政府驻地南源村。
- 将六都乡、七井乡整建制并入七都镇。七都镇行政区域为原六都乡、七井乡、七都镇行政区域，镇政府驻七都镇人民政府驻地七都村。
- 将莘田乡整建制并入小河镇。小河镇行政区域为原莘田乡、小河镇行政区域，镇政府驻小河镇人民政府驻地小河村。
- 保留余下乡镇，行政区域、政府驻地均不变。

## 人口
根据中华人民共和国第七次全国人口普查结果，至2020年11月1日零时，石台县常住人口为80,612人，分布在32,088户家庭户及590户集体户中。全县常住人口相较于2010年的92,238人减少11,626人，下降12.60%，年平均下降1.34%。在性别方面，男性人口为41,133人，占总人口的51.03%，女性人口为39,479人，占48.97%，人口性别比相较于2010年的101.75达到104.19。年龄结构方面，0-14岁人口占13.41%，15-59岁人口占60.20%，60岁及以上人口占26.39%。受教育程度方面，拥有大学文化程度的人口为9,110人，拥有高中文化程度的人口为8,483人，拥有初中文化程度的人口为23,737人，拥有小学文化程度的人口为25,584人。文盲人口为8,071人，文盲率为10.01%。城乡分布方面，居住在城镇的人口占42.19%，居住在乡村的人口占57.81%，相较于2010年，城镇人口增加4,504人，乡村人口减少16,130人，城镇人口比重上升了10.20个百分点。2020年，石台县常住人口占池州市的6.58%，是池州市常住人口最少的县级行政区。在民族组成方面，2010年，石台县人口占比最多的民族为汉族，占全县人口的99%。:761
2022年末，石台县户籍人口10.57万人，全县常住人口7.8万人，比上年末减少0.1万人。

## 交通
在公路方面，石台早期的公路为连接徽州、宣城、池州、安庆、景德镇的古道。:265第一条通行汽车的公路为省屯公路，修建于民国23年（1934年），中华人民共和国成立后，逐步扩建，改为 237国道、 530国道，为县境主要公路干线。由于石台县地处皖南山区，所以高速公路通车较晚，2021年9月28日通车的 德上高速池州至石台段则透过石台收费站连接石台县城。2022年9月29日，德上高速石台至祁门段建成通车，在石台县南部设立牯牛降服务区。此外，石台县还有数条县道，连接周边的贵池、东至、青阳、黄山、祁门、黟县等区县。:327-328
铁路方面，石台县并未通铁路，距离石台县最近的大型火车站为池州站。即将建成通车的池黄高速铁路会经过石台东北方的青阳县，并设立九华山站。
水路方面，石台县曾在清朝初年存在内河航运。但1940年代末期，驳船运输逐渐减少，之后仅有木、竹扎成排筏进行运输。1958年以后，随着公路交通的完善，水路货运逐渐被取代。:2651985年，全县尚存渡口12处。:330-3312008年7月，因沟汀桥竣工通车，石台县仅存的两处渡口沟汀渡和杨坑渡停运。:330-331

## 经济
1949年前，石台经济总体上以自然经济为主，也有食品加工、烧砖、纺织、木工等少量手工业。:285-2871949年之后，石台县开始工业化进程，最初县内的工业企业主要以农机修理及木材加工企业，但直到1985年农业占全县工农业总产值的比例依然超过50%。:285-287改革开放后，石台县发展乡镇企业，曾创办鸿凌燃气仪表厂等知名企业，所产的燃气仪表销往独联体各国，终因地处深山、企业规模、政策规约导致上述乡镇企业大多在1990年代末期效益不彰，濒临倒闭。:285-287:213-2161997至2004年，当地政府对县属工业及乡镇企业进行产权制度改革。:213-216:2401980年代中期至今，石台县开始大力发展第三产业，尤其是旅游业。:285-287如今，第三产业贡献了石台县一半以上的生产总值。:285-287
2022年，石台县生产总值34.21亿人民币，按可比价格计算，比上年增长5.5%。分产业看，第一产业增加值5.7亿元，增长4.0%；第二产业增加值8.2亿元，增长8.3%；第三产业增加值20.28亿元，增长4.8%。三次产业增加值占当地生产总值的比重为16.7:24:59.3。 当年该县常住居民人均可支配收入22,485元，增长7.3%，其中城镇居民人均可支配收入35,654元、农村居民人均可支配收入14,951元。

## 社会事业

### 教育
在明清至民国初年，石台境内的学校多为受儒家影响建立的私塾、书院。:343:2378而近现代教育体系于1906年引入县境。:357民国二十九年（1940年），石埭县府因发展国民教育、推行新式学校的需求，关闭了县内大部分私塾，其中包括今石台地区。:357中华人民共和国建立后，中共开始逐步对当地的教育进行社会主义改造，并增设了职业技术学校、中小学等教育机构。:357进入21世纪后，当地政府又调整境内义务教育学校布局，教育状况遂如现状。:2378:614
截至2022年底，全县有职业高中（中专）1所，普通中学8所（高级中学1所，初级中学7所）、小学11所、幼儿园16所。其中，职业高中（中专）在校学生498人；普通高中在校学生1,543人，初中1,858人，小学3,800人，幼儿园1974人。

### 卫生
在明清至民国时期，石台县境有少量诊所、药房。:359明清时期，石埭县设医学训科专门管理医疗卫生事务。:359民国初期，石埭县府配有卫生警察以管理卫生事宜。:359但民众卫生意识薄弱，一些传染病和地方病（如日本血吸虫病）等在当地比较流行。:359中华人民共和国建立后，因中共开展爱国卫生运动，石埭县人民政府组织建立现代医疗机构，实施传染病防治，普及卫生知识，当地城镇卫生环境的条件有所好转。:3591965年，石台县文教卫生科随石台县成立，1970年卫生部门析出升格为县卫生局，开始承担该县境内的卫生行政管理职责。:359
截至2022年底，全县共有13所医疗卫生机构，各类卫生技术人员581人。其中，执业医师、执业助理医师198名，护士266名。

### 体育
明清时期，县境民间时有武术教师开设武馆，教练武术。:360民国初年，近现代体育教育开始进入当地学校，体育事务由当地教育部门兼管。:357中华人民共和国建立后，当地政府将体育教育纳入学校教育，1972年，当地第一座座大型体育场馆——东方红广场建成。:738
截至2022年底，全县共有体育场馆4处。

## 城乡建设

### 城市建设
石台县政府驻地仁里镇位于北纬30度12分、东经117度28分。:315-319南宋宝庆二年（1226）石埭县曾迁县治于现石台县人民政府驻地，因四面环山，未设城廓，于是以周围山体作为城墙，六年后复迁回广阳。:315-319此后至1959年，石埭县治所未变。1970年，原石埭县城因修建陈村水库淹没。:315-319
1965年石台县成立时，现石台县人民政府驻地七里依然是一片森林地貌。:285-287是年，当地政府在木棉山西麓兴建新城。1972年12月，县城基本建成，遂命名为城关镇。:285-287至1985年，城区面积近4平方公里，下辖3个居民委员会，人口大约8,000人。:315-3191984年，石台县城乡建设局与安徽省规划院合作，编制县城总体规划。:302-304自1980年代中期至2006年，该县县城修筑了大量住宅及道路，并完善给排水工事和绿化设施，以满足当时城市服务的需求。:302-3042007年后，又多次实施了重大建筑工程建设及绿化工程。:285-287如今，石台县的城市建成区已经涵盖了东隅的缘溪村金钱山，西隅的柯村工业区，南隅的七里村南山村民组和北隅的秋浦河等地。现今的石台县城，大体以城市政治、经济和文化中心及秋浦河沿岸地区等为城市规划发展中心、实施其城市化进程。:285-287

### 乡村建设
截至2008年底，石台县各乡村集镇的主街道均已铺设沥青，安装路灯，并接入自来水、开通移动电话及有线数字电视业务。:314

## 文化
石台县位于徽州文化和江淮文化的交汇之地。根据考古发现，在县境尧田、鸡公岩等地的新石器文化遗址中，出土了许多打制石器和陶器。春秋战国时期，这里是古越族支系部落的聚居地。:698
截至2022年底，全县共有剧场1座，影剧院1座，乡镇综合文化站8所，县公共图书馆1个（藏书约12.5万册），文化馆1所，博物馆1所，广播电台及电视台1座，广播电视信号覆盖率为99.9%。

### 语言文字
汉语作为中华人民共和国的官方语言在石台县各领域广泛使用。而该县境内的汉语方言分属于吴语宣州片、徽语旌占片、江淮官话洪巢片、赣语怀岳片。:767而其中分布最广的方言，为吴语宣州片石陵小片石台话。:768:86石台话古全浊声母今基本上读清音，有七种声调，即阴平、阳平、阴上、阳上、阴去、阳去、入，:768和贵池灌口、黄山三丰、青阳陵阳、泾县厚岸的方言比较接近。:778但由于大量官话区人口移民石台，导致石台话受到江淮官话严重侵蚀、同化，县城居民交流往往使用江淮官话，以至于年青一代只能听懂零星土语。:86

### 大眾傳媒
1950年，广播技术传入石台。:7381971年电视引入当地。:738至1985年，全县电视信号覆盖率达到70%。:738中华人民共和国主要的媒体中国中央电视台、中央人民广播电台、安徽广播电视台等的信号均可在石台县接收。:700-702
在本地新闻方面，石台县所属地级市池州市官方媒体池州广播电视台自1994年开始在《池州新闻联播》播出石台县地方新闻。:16311973年石台县人民广播站成立，1986年开办《石台新闻》节目，1991年升格为石台人民广播电台。:700-7021987年，石台电视转播台成立，1992年2月，经中华人民共和国国家广播电影电视部批准成立石台电视台，1994年3月开办《石台新闻》节目。:700-7022010年，石台人民广播电台和石台电视台合并组建石台广播电视台，:1631更于2018年改制为石台县融媒体中心，以报导石台县本地新闻为主。

## 旅游
石台县位于皖南山区西部，旅游资源丰富，被誉为“中国原生态最美山乡”“全国休闲农业与乡村旅游示范县”。:526境内牯牛降风景区、秋浦渔村·百丈崖风景区、蓬莱仙洞风景区、怪潭景区、仙寓山风景区、鱼龙洞风景区具有一定的观赏价值。:528其中，牯牛降为中华人民共和国国家级自然保护区、国家地质公园，已经入选中华人民共和国国家4A级旅游景区名单。:528截至2022年底，全县共有4A级景区7处。